# Jeremiah Azu
Jeremiah Azu, född 15 maj 2001 i Rumney, Storbritannien, är en brittisk friidrottare som tävlar i kortdistanslöpning.

## Karriär
Jeremiah Azu ingick i det brittiska stafettlag på 4 x 100 meter som tog brons vid OS 2024.